# Ganot (Berg)
Der Ganot (3102 m ü. A., nach anderen Angaben 3104 m) ist ein Berggipfel in der Schobergruppe in Osttirol. Er liegt im südlichen Bereich des Gemeindegebiets von Kals am Großglockner. Benachbarte Gipfel sind der Ralfkopf im Osten und der Debantgrat im Südosten, wobei der Ganot vom Ralfkopf durch das Ralfkees getrennt ist. Der Ganot wurde erstmals am 24. August 1870 durch O. Simoni und seine beiden Bergführer G. Gorgasser und J. Hutter erstiegen.

## Name
In der Spezialkarte Tirol von 1823 ist der Name als Gernoten verschriftlicht. Es liegt lateinisch cornutus ‚der Gehörnte‘ zugrunde.

## Aufstiegsmöglichkeiten
Der Ganot ist am einfachsten vom Ralftal zu erreichen, wobei der Zugang zum Ralftal entweder von Norden von der Lesachalmhütte oder von Süden über das Schobertörl erfolgen kann. Der einfachste Zustieg zum Ganot erfolgt danach über das westseitige Kar zwischen dem Ganot und dem Ralfkopf. Dabei führt der unmarkierte Weg zunächst bis zum Ralfkees und danach über den links vom Gletscher gelegenen Südosthang zum Gipfel. Der Weg von der Lesachalmhütte bis zum Gipfel nimmt dabei rund 4,5 Stunden in Anspruch und weist praktisch keine Kletterstellen auf. Eine weitere Aufstiegsmöglichkeit auf den Ganot bietet der Nordgrat, der jedoch Kletterstellen im Schwierigkeitsgrad II aufweist.